# Ateliers de mécanique du centre
Pour les articles homonymes, voir AMC.

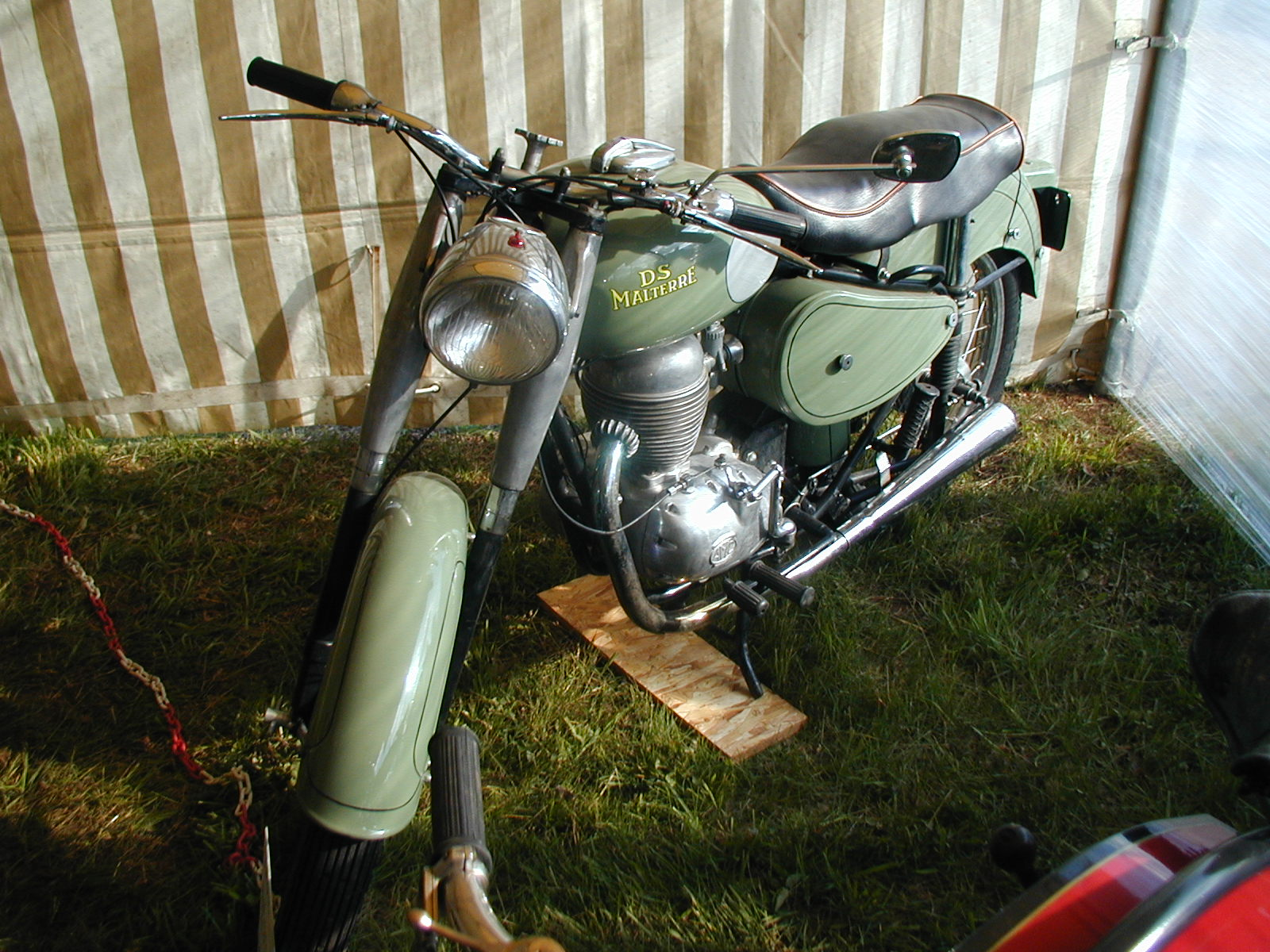
Un moteur AMC sur une DS-Malterre de 1954.

Les Ateliers de Mécanique du Centre étaient une société de Clermont-Ferrand construisant des moteurs de motos de 1942 à 1957, développés par les frères Louis et Henri Chartoire.
Spécialisés à l'origine dans la fabrication de machines-outils, les moteurs des Ateliers de Mécanique du Centre s'illustrèrent par leur robustesse, leur finition. Ils étaient appréciés également pour leur facilité de montage et démontage. 
La compétition a permis de développer les qualités du moteur et d'assoir sa bonne réputation. C'est ainsi que ces moteurs équipèrent de nombreuses marques françaises : Gima, Favor, La Française Diamant, New Map, DS-Malterre, Guiller, Huin… 
Les moteurs AMC 125 cm3 se sont particulièrement illustrés lors du XXIe Bol d'or (Autodrome de Linas-Montlhéry, 4-5 juin 1949) : 1er Mathieu, 2d Valeyre sur des GIMA/AMC.
Le modèle 250 cm3 avait la particularité d'avoir une pompe à huile entraînée par la boîte de vitesses (et donc arrêtée lorsque le véhicule ne roulait pas !).